# 谢章铤
谢章铤（1820年—1903年），字枚如，福建省福州府長樂縣人。晚清进士、诗人。
祖籍為浙江省紹興府上虞县，谢肇淛是他的十四支祖（另有说九世族祖）。生於福州，幼年多病，父谢鹏年為县学生。咸丰元年（1851年），主讲漳州丹霞、芝山两书院。同治三年（1864年）中举。同治八年（1869年），為陕西兵备道赵新幕僚。光绪三年（1877年）中进士，官内阁中书。後絕意仕途。主讲陕西同州、丰登书院。光绪十年（1883年）任江西白鹿洞书院山长。晚年建有赌棋山庄。光绪二十九年（1903年）卒。有《賭棋山庄全集》。

## 外部連結
- 谢章铤[永久] 福建省文化厅